# Козюренко, Александр Григорьевич
Александр Григорьевич Козюренко (укр. Олександр Григорович Козюренко; 22 февраля 1892, с. Гниляково (ныне Дачное, Беляевского района Одесской области, Украины) — 28 мая 1959, Киев) — украинский советский художник-карикатурист, заслуженный деятель искусств Украинской ССР (с 1950).

## Биография
В 1912—1915 годах обучался в Одесском художественном училище. По словам сына А. Г. Козюренко Юрия Козюренко, также известного украинского карикатуриста:

"Дебют отца как художника состоялся в Виннице в годы нэпа. Работая токарем на заводе, он рисовал для себя — ради удовольствия. Но однажды решил послать карикатуру в местную газету. Рисунок вышел из припиской: «Автора просим прийти в редакцию за гонораром». Отец пришел и, к своему большому удивлению, получил 75 рублей, и не как-нибудь — золотыми пятерками … "— Цей день в історії - події та люди. 28 травня
В 1920-х годах начал работать в центральных украинских газетах и журналах «Коммунист», «Большевик», «Красный перец», «Всесвит» и других.
Участник Великой Отечественной войны. Был художником фронтовой прессы. В 1943—1959 годах работал в сатирическо-юмористическом журнале «Перец». Много лет был главным художником этого журнала.
Карикатуры художника публиковались во многих украинских и всесоюзных газетах и журналах.
Умер 28 мае 1959 года. Похоронен в Киеве на Байковом кладбище.